# Ryojius japonicus
Ryojius japonicus är en spindelart som beskrevs av Saito och Ono 200. Ryojius japonicus ingår i släktet Ryojius och familjen täckvävarspindlar. Inga underarter finns listade i Catalogue of Life.